# Surinam en los Juegos Paralímpicos de Londres 2012
Surinam estuvo representado en los Juegos Paralímpicos de Londres 2012 por un deportista masculino. El equipo paralímpico surinamés no obtuvo ninguna medalla en estos Juegos.